# Köksal Mesçi
Köksal Mesçi, selten auch Köksal Mesci (* 1. Januar 1945 in Trabzon), ist ein ehemaliger türkischer Fußballspieler und -trainer. Sein Name wird mit den Traditionsvereinen MKE Ankaragücü und Adanaspor in Verbindung gebracht. Bei beiden Vereinen war er Teil jener Mannschaften, die einen der wichtigsten Erfolge der Vereinsgeschichte erzielten. Sein zwei Jahre jüngerer Bruder Tuncay Mesçi war ebenfalls als Profifußballspieler tätig und wurde, wie Köksal auch, türkischer Nationalspieler.

## Karriere

### Verein
Mesçi erlernte das Fußballspielen als Straßenfußballer. Nachdem sein Talent sich herumgesprochen hatte, wurde er in die Nachwuchsabteilung des örtlichen Fußballklubs Trabzon İdmanocağı, dem ersten und damals stärksten Verein der Stadt aufgenommen. 1965 wurde er in den Profikader aufgenommen und spielte für diese ein Jahr lang. Im Sommer 1966 verpflichtete ihn der Hauptstadt-Erstligist PTT Ankara. Bei diesem Verein eroberte er sich schnell einen Stammplatz und zählte die nachfolgenden vier Spielzeiten zu den wichtigsten Spielern seiner Mannschaft.
Im Sommer 1970 wechselte Mesçi innerhalb der 1. Lig zum Stadtrivalen MKE Ankaragücü. Auch bei diesem Verein stieg er schnell zum Stammspieler und anschließend zum Leistungsträger auf. In der Saison 1971/72 beendete er mit seiner Mannschaft die Liga auf dem 5. Tabellenplatz und erzielte die beste Erstligaplatzierung seit acht Jahren. Zudem erreichte er mit seiner Mannschaft zum ersten Mal in der Vereinsgeschichte das Finale des Türkischen Pokal. Im Finale setzte man sich nach zwei Spielen gegenüber Altay Izmir durch und erreichte den ersten Titelgewinn in diesem Wettbewerb. Mesçi zählte in dieser Saison zu den überragenden Spielern seiner Mannschaft schaffte es auch zum türkischen A-Nationalspieler. In der nächsten Saison, der Saison 1972/73, überbot Mesçis Team die Vorjahresleistung, erreichte den 4. Tabellenplatz und wiederholte damit die beste Erstligaplatzierung der Vereinsgeschichte. Im Türkischen Pokal wurde erneut das Finale erreicht, in diesem aber die Titelverteidigung gegen den Finalgegner Galatasaray Istanbul verfehlt.
Zur Saison 1973/74 versuchte Ankaragücü von Ligarivalen Adanaspor den Stürmer Ali Osman Renklibay zu verpflichten. Nach langen Transferverhandlungen wurde Renklibay verpflichtet. Ankaragücü gab als Ablöse neben einer Ablösesumme von 100.000 Türkische Lira auch Mesçi an Adanaspor ab. So verließ Mesçi im Sommer 1973 Ankaragücü und heuerte stattdessen bei Adanaspor an. Hier schaffte er es schnell in die Stammformation. In seiner zweiten Saison für Adanaspor erreichte er mit seiner Mannschaft den 4. Tabellenplatz, stellte mit dem erreichten 4. Tabellenplatz die bis dato beste Erstligaplatzierung des Vereins ein und sicherte damit auch die erste Teilnahme am UEFA-Pokal. Die nächste Saison, die Saison 1975/76 wiederholte sein Verein mit dem 4. Tabellenplatz erneut den Vorjahreserfolg. In der Saison 1975/76 verlor Mesçi zwar seinen Stammplatz, kam aber dennoch oft zu einem Einsatz.
Im Sommer 1976 kehrte Mesçi zu seinem vorherigen Verein Ankaragücü zurück. Nachdem Ankaragücü am Ende der Saison 1977/78 den Klassenerhalt in der 1. Lig verfehlte, beendete Mesçi zum Sommer 1978 seine Karriere.

### Nationalmannschaft
Mesçi der zuvor für keine Jugendnationalmannschaft der Türkei gespielt hatte, wurde im April 1972 vom Nationaltrainer Coşkun Özarı im Rahmen eines Testspiels gegen die Bulgarische Nationalmannschaft zum ersten Mal für das Aufgebot der türkischen Nationalmannschaft nominiert und gab in dieser Begegnung sein A-Länderspieldebüt.
1974 wurde Mesçi vom türkischen Nationaltrainer Özarı in das Turnieraufgebot der türkischen Nationalmannschaft für den ECO-Cup 1974 nominiert. Mesçi absolvierte während dieses Turniers eine Partie und wurde mit seinem Team Mannschaft Turniersieger.
Obwohl er deutlich über 21 Jahre alt war, absolvierte er 1974 für die türkische U-21-Nationalmannschaft zwei Einsätze.
Insgesamt absolvierte er elf A-Länderspiel und erzielte dabei ein Tor.

## Trainerkarriere
Direkt im Anschluss an seine Spielerkarriere übernahm er den Zweitligisten Sivasspor als Cheftrainer und wechselte damit ins Trainerfach. Diesen Verein betreute er eine Spielzeit lang. Im Sommer 1980 besuchte er ein Trainerseminar und machte da sein Trainerdiplom.
Im Sommer 1990 betreute Mesçi den Zweitligisten Nevşehirspor.

## Erfolge
Mit MKE Ankaragücü
- Tabellenvierter der Süper Lig: 1972/73
- Tabellenfünfter der Süper Lig: 1971/72
- Türkischer Pokalsieger: 1971/72
- Türkischer Pokalfinalist: 1972/73

Mit Adanaspor
- Tabellenvierter der Süper Lig: 1974/75, 1975/76

Mit der Türkischen Nationalmannschaft
- ECO-Cup-Sieger: 1974